# Словачка евангеличка црква аугзбуршке вероисповести у Србији
Словачка евангеличка црква аугзбуршке вероисповести у Србији (слч. Slovenská evanjelická augsburského vyznania cirkev v Srbsku, скраћено: слч. SEAVC) је протестантска црква лутеранског усмерења, која се по статусу убраја међу традиционалне цркве у Србији.
Ово је највећа протестантска црква на подручју бивше Југославије и има око 49 хиљада верника. Организовани су у 26 парохија (црквених општина), а свештеничку дужност обавља 18 активних свештених лица.
Већина чланова цркве живи у Војводини, седиште бискупије је у Новом Саду. У црквеном животу у употреби је словачки језик, али у зависности од потреба верника, користе се и други језици.

## Историја

### Ширење хришћанства на подручју данашње Словачке
Њитранска кнежевина, која се сматра претечом Словачке, била је словенска држава настала у 8. веку на простору данашње Словачке, Мађарске и Аустрије. Престоница јој је била Њитра, у којој је кнез Прибина 828. године подигао прву хришћанску богомољу међу Западним и Источним Словенима.
Моравски кнез Мојмир I године 833. потискује Прибину и уједињује две кнежевине под именом Великоморавска кнежевина. Његов наследник кнез Растислав затражио је 862. године од византијског цара Михаила III свештенике који ће на словенском језику проповедати хришћанску веру. На подручју Растислављеве државе хришћанство су до тада ширили франачки свештеници. Бојећи се њиховог политичког утицаја, Растислав је у Византији тражио ослонац против немачког цара Лудвига II. Године 864. почиње моравско—панонска мисија Ћирила и Методија, која представља прекретницу у преласку Словена на хришћанство.
Ћирило и Методије на језик Словена из околине Солуна, који су тада могли да разумеју сви Словени, преводе најнужније црквене књиге. Методије касније у Моравској преводи на словенски језик Библију. Тако је створен црквенословенски језик, први словенски књижевни језик и постављени су темељи словенској писмености. Успех њихове мисије, многобројни ученици и народне симпатије изазвали су реакцију латинског клера. Против словенских мисионара је почела подмукла борба. Главни аргумент противника словенске литургије била је тзв. тројезична теорија, према којој постоје само три света језика на којима се могу вршити верски обреди: хебрејски, грчки и латински.
Али, све до Методијеве смрти (Ћирило умире раније), словенско богослужење се ширило по Моравској. Након његове смрти, у Великоморавској кнежевини је забрањена словенска литургија, а њен тадашњи владар кнез Сватоплук I прогнао је Методијеве ученике. Неки су се склонили у Бугарску, Македонију, Рашку и Далмацију, где су наставили свој рад.
У Великоморавској кнежевини је наметнут латински језик у богослужењу који, будући неразумљив и стран словенском уху, никада није био у потпуности прихваћен међу верницима. Проћи ће неколико векова, пре него што се на историјској сцени појави покрет реформације и на тим просторима поново уведе народни језик у литургију.

### Покрет реформације у Европи
Реформација (лат. reformatio) je била масован покрет, који је кулминирао у 16. веку као серија покушаја да се реформише Римокатоличка црква у западној Европи. Главни талас реформације иницирао је немачки калуђер Мартин Лутер.
У новембру 1510. Лутер је због послова посетио Рим, где је обављао дужности уобичајене за свештеника—госта и био шокиран раскошним и разузданим животом римског свештенства. Корупција у тадашњој Католичкој цркви а нарочито продаја индулгенција посебно су сметале Лутеру. Он је своје захтеве изложио у 95 теза, које је 31. октобра 1517. године објавио, прикуцавши спис са тезама на врата дворске цркве у Витенбергу. Лутер том приликом позива папског легата који је продавао индулгенције на јавну расправу. У својим тезама Лутер тражи повратак новозаветном хришћанству, одбацивање теологије светих отаца и посредништва црквене организације и хијерархије у спасењу, као и могућност да сваки верник открива Бога у сопственој савести. Филип Меланхтон, Лутеров ученик и сарадник, бранио је реформистичко учење на сабору у Аугзбургу 1530. године, под видом аугзбуршке вероисповести.
Покушаји врхова тадашње Римокатоличке цркве да онемогуће реформистички покрет екскомуникацијом Лутера нису успели, па је друга велика шизма у хришћанству од тада постала коначна. Појавиле су се протестантске цркве — Евангеличке цркве аугзбуршке вероисповести, а ускоро ће се појавити и друге протестантске деноминације. Латински језик губи примат, протестантске цркве уводе службу на народним језцима. Библија, која се сматра „Речју Божјом“ се преводи на народне језике и чита у црквама, тако да је сви верници разумеју.

### Реформација на подручју данашње Словачке
Реформистичке идеје на територију Горње Угарске (данашња Словачка), која је тада била део Хабзбуршке монархије, први пут продиру у вези са учењем идеолога чешке реформације Јана Хуса. Након његовог спаљивања на ломачи и пораза Хусита у Хуситским ратовима у првој половини 15. века, ове идеје замиру за скоро следећих сто година. Али, незадовољство Католичком црквом није јењавало, па су ови крајеви били плодно тло за покрет реформације у 16. веку, и он се овамо брзо ширио из Немачких кнежевина. Идеје реформације стижу овамо недуго након првог Лутеровог наступа, а њихов пропагатор је у почетку немачко становништво, концентрисано у јаким енклавама, посебно у рударским градовима (Банска Бистрица, Банска Штјавњица, Кремњица), као и студенти теологије који се након студија у Немачкој враћају кући. Бројне присталице покрет најпре стиче међу нижим свештенством. Реформација се из рударских насеља шири и на градове као што су Љевоча, Барђејов, Прешов. Лутеранску реформацију усваја већина становништва тадашње Горње Угарске како градског, тако и сеоског. Године 1610. на синоду у Жилини успоставља се организациона структура Евангеличке цркве у Горњој Угарској.
Резултат верске трансформације био је импресиван у смислу статистике. Године 1621. кардинал Петер Пазмањ шаље писмо у Рим, у коме саопштава да протестанти чине 90% становника Угарске. Уследиће оштра реакција Католичке цркве и аустроугарских власти у виду контрареформације. Иако је године 1648. окончан Тридесетогодишњи рат у Немачкој и Чешкој, којим је завршена контрареформација на тим просторима, она ће тек уследити у Угарској, у виду рекатолизације. У историјским изворима је за Угарску период од 1681. до 1781. године означен као „век рекатолизације“. Током овог периода број протестаната у Угарској ће значајно опасти. Они ће, кад су у питању нижи слојеви становништва, бити прогоњени и на разне начине уцењивани да се врате под окриље Католичке цркве. Виши слојеви становништва, као што су племство и земљопоседници, на исти ће корак бити подстицани давањем разних привилегија у случају преобраћања.

### Насељавање подручја данашње Војводине и политичке околности у Хабзбуршкој монархији
После Карловачког (1699) и Пожаревачког мира (1718), целокупна територија данашње Војводине дошла је под аустро-угарску (хабзбуршку) власт. Поједини делови ове претходно Турцима опустошене територије, укључени су тада у Војну границу, док су други делови дошли под цивилну (жупанијску) власт. На ове просторе су у Великим сеобама 1690. и 1740. године стизали Срби, али је цело подручје и даље било слабо настањено.
Марија Терезија, владар Хабзбуршке монархије у периоду од 1740. до 1780. била је римокатолкиња и поборник рекатолизације, те је категорично одбијала идеју верске толеранције. Активно је подржавала прелазак становништва на римокатоличанство, тако што је обезбеђивала пензије преобраћеницима. Велики број Срба се, незадовољан преобраћањем, половином 18. века иселио из јужних делова Хабзбуршке монархије у Царску Русију, у области назване Нова Србија и Славеносрбија. То је додатно смањило настањеност овог стратешки важног подручја, на граници према Османском царству. Увидевши да би верска толеранција на овом подручју могла да мотивише одређене делове становништва на пресељење, прагматичност Марије Терезије је превагнула над њеним верским убеђењима, те је прећутно дозволила слободу вероисповести на југу царевине. Она и њен син Јосиф II Хабзбуршки су као сувладари подстицали насељавање ових крајева а посебно Војне границе. Тим поводом, након већ започетих сеоба становништва на југ, донели су 1763. године Патент о колонизацији, чиме се додатно подстиче насељавање, захваљујући којем подручје данашње Војводине стиче националну и верску шароликост.

### Досељавање Словака протестаната на подручје данашње Војводине
У првој половини 18. века почиње и историја протестантизма на овим просторима. Тада Словаци евангелици из подножја Татри у тадашњој Горњој Угарској напуштају свој завичај и насељавају се у јужним крајевима Хабзбуршке монархије, односно на подручју данашње Војводине. Њихов први долазак, према неким изворима, био је 1720. године, а према другим изворима 1745. године. После првог насељавања, уследило је током 18. и почетком 19. века још неколико досељеничких таласа. Долазили су вођени надом да ће на југу Панонске низије пронаћи боље услове за живот и бити мање изложени притиску контрареформације, која је иначе у Хабзбуршкој монархији трајала све до смрти Марије Терезије.
Словаци протестанти долазе на позив угарских феудалаца, као радна снага на феудима, али су насељавани и на Коморска имања, а због потреба Војне границе за граничарима и на Војну границу, пре свега на Банатску војну границу и на подручје Петроварадинске регименте.
У јужним крајевима царевине добили су могућност да слободније исповедају своју веру, па су се одмах након доласка организовали и црквено. У сваком новооснованом насељу су већ у првим годинама након доласка, грађене црква (или молитвени дом) и школа.
Црквено организовање им је додатно олакшано након издавања Патента о толеранцији цара Јосифа II из 1781. године. За разлику од своје мајке, Јосиф II је био верски толерантан, те годину дана након њене смрти доноси Патент о верској толеранцији међу хришћанским верама. Овим актом су све хришћанске вере у Хабзбуршкој монархији изједначене по статусу са Католичком црквом, чиме су омогућене верске слободе калвинистима, лутеранима и православцима. Овај патент имао је и моћне противнике, (пре свега Католичку цркву), те се није подједнако поштовао у свим деловима царевине. Више се поштовао на подручју Војне границе, којом се управљало директно из Беча, него тамо где је на снази био угарски жупанијски систем.
У 18. веку се у овим крајевима настањују и лутерани мађарске и немачке националности. Сви они су, заједно са Словацима лутеранима, до распада Аустроугарске монархије односно до краја Првог светског рата, били под јурисдикцијом Евангеличке цркве Угарске.

### Новија историја цркве
Након оснивања Краљевине Срба, Хрвата и Словенаца, Словаци су на оснивачком Синоду у Старој Пазови 1921. године, основали своју самосталну цркву, данашњу Словачку евангеличку цркву а. в. у Србији. Године 1929. Адам Вереш је изабран за првог бискупа.
Године 2007. у Србији је обновљена Немачка евангеличка црква а. в. у Србији, са седиштем у Београду (Земуну). Године 2009. регистрована је као део Словачке евангеличке цркве а. в. у Србији, под називом „Немачки сениорат Словачке евангеличке а. в. цркве у Србији — Немачка евангеличка црква Београд“.
Од оснивања, бискупи цркве су били:
| Бискупи Словачке евангеличке цркве а.в. | Бискупи Словачке евангеличке цркве а.в. | Бискупи Словачке евангеличке цркве а.в. | Бискупи Словачке евангеличке цркве а.в. | Бискупи Словачке евангеличке цркве а.в. | Бискупи Словачке евангеличке цркве а.в. | Бискупи Словачке евангеличке цркве а.в. |
| Име                                     | Портрет                                 | Период бискупства                       | Период бискупства                       | Парохија у време избора за бискупа      | Напомене |                                         |
| --------------------------------------- | --------------------------------------- | --------------------------------------- | --------------------------------------- | --------------------------------------- | --- | --------------------------------------- |
| Адам Вереш 1883-1931                    |                                         | 1929                                    | 1931                                    | Илок                                    | Званичан назив цркве је био Словачка евангеличка хришћанска црква аугзбуршке конфесије у Краљевини СХС, а убрзо, са променом имена државе, мења се у Словачка евангеличка хришћанска црква аугзбуршке конфесије у Краљевини Југославији                  |                                         |
| Самуел Штарке 1888-1959                 |                                         | 1931                                    | 1957                                    | Бачки Петровац                          | Током окупације за време светског рата, рад цркве је био врло отежан и под јаким утицајем мађарске, али и немачке евангеличке цркве |                                         |
| Јурај Струхарик 1908-1993               |                                         | 1957                                    | 1983                                    | администратор парохије Нови Сад         | После рата, црква мења име у Словачка евангеличка црква аугзбуршке конфесије у ФНРЈ а потом и у СФРЈ. У СЕЦАВ се 1958. припаја и Мађарска евангеличка црква која добија свој посебан, мађарски сениорат.                                                 |                                         |
| Андреј Беређи 1933-1996                 |                                         | 1983                                    | 1996                                    | Кисач                                   | Након распада СФРЈ, црква мења име у Словачка евангеличка црква аугзбуршке конфесије у СРЈ и губи управу над две парохије у Републици Хрватској, у Илоку и Сољанима.                                                                                     |                                         |
| Јан Валент 1941-2008                    |                                         | 1996                                    | 2002                                    | Кисач                                   | Након промене организације државе, црква мења име у Словачка евангеличка црква аугзбуршке конфесије у Србији и Црној Гори. 1998. године мађарски сениорат се осамостаљује у засебну аутокефалну Евангеличку хришћанску цркву аугзбуршког вероисповедања. |                                         |
| Самуел Врбовски 1946                    |                                         | 2002                                    | 2020                                    | Бачки Петровац                          | Након осамостаљивања Црне Горе, 2006. године, црква добија данашњи назив Словачка евангеличка црква аугзбуршке конфесије у Србији. 2009. оснива се Немачки сениорат који де факто функционише независно и под управом је Евангеличке цркве Немачке       |                                         |
| Јарослав Јаворник 1975                  |                                         | 2020                                    |                                         | Кулпин                                  | |                                         |

## Вероучење
Вероучење Словачке евангеличке цркве а. в. у Србији засновано је на учењу родоначелника протестантске реформације Мартина Лутера и његовог сарадника теолога Филипа Меланхтона.
Евангелици, односно лутерани верују у Свето Тројство и богочовечију природу Исуса Христа. Важно место у доктрини заузима концепција првобитног греха, који може бити откупљен искључиво дејством божје благодати (лат. Sola Gratia), која је изражена у вери (лат. Sola Fide). Стога спасење није у праћењу црквених заповести, него у веровању. Опроштај грехова даје само божја милост (лат. Sola Gratia). Глава цркве је Исус Христос (лат. Solus Christus), а не неки овоземаљски посредник. Главни критеријум исправности вере је Библија (лат. Sola Scriptura), која се сматра за Реч Божју. Дело Мартина Лутера се сматра за поуздано објашњење Светог писма и као такво поштује, али нема култно значење.
Евангелици признају две свете тајне: крштење и причешће. Посредством крштења људи постају хришћани. Они се причешћем учвршћују у вери. Вином се причешћују сви верници, а не само свештеници. То је у вези са црквеним ставом да су свештеници само проповедници (пастори) у својој заједници, и да се ничим не разликују од обичних верника.
Сматра се да целибат није Исусово правило, стога га свештенство не примењује.
Евангеличка црква сматра да у духовном смислу има континуитет од апостолских времена.

### Служба
Литургијско славље носи назив Служба Божја (Služby Božie, на словачком увек у множини) и заснована је на Лутеровој Немачкој миси (Deutsche Messe) из 1523. Свој првобитни облик је добила на Синоду у Жилини 1610. и у том облику, уз неке модификације и у преводу на савремени словачки језик, се користи и данас.
Карактеристично за лутеранске цркве, Света тајна причести се не служи у оквиру сваке Службе, већ се верници причешћују одређеним данима у години (обавезни дани су 1. и 4. недеља Адвента, 1. недеља ускршњег поста, Зелени (Велики) четвртак, Велики петак и 10. недеља по Светој Тројици (Недеља покајања)), иако је последњих деценија приметан отклон ка чешћем причешћивању, некада једном месечно, а у неким црквама у Словачкој чак и на свакој недељној Служби.
Стандардни оквир Службе Божје је следећи:
- Уводна музика или песма у току које свештеник улази у цркву
- Зазив светог Тројства (У име Бога Оца и Сина и Духа светога. Амин.)
- Кратко обраћање у току којег свештеник уведе вернике у смисао Службе за тај дан
- Преднапев (Introitus) - уводна песма која се мења зависно од литургијске прилике или доба године
- Исповедање греха (Confiteor) - заједничко опште исповедање
- Прва песма (Kyrie) - у току свих песама, осим евангеличке химне Моћна тврдиња је Господ наш (Hrad prepevný je Pán Boh náš), се седи
- Слава
- Поздрав (Salutatio)
- Колекта (Collecta) - зборна, певана молитва, прва од две које су прописане у Агенди цркве за тај дан
- Прво читање - читање из Посланице, Старог завета или из неке од књига Новог завета мимо Јеванђеља - у посебним приликама, уместо овога се пева пригодан Псалм, и може бити у две мелодије - свечани и жалобни Псалм.
- Друга песма
- Друго читање - Јеванђеље (Evangelium) - читање из Светог Јеванђеља према литургијској прилици
- Исповедање вере (Credo) - заједничко исповедање вере речима Апостолског исповедања, а може се, најчешће о екуменским службама, исповедати и речима Никејско-Цариградског исповедања.
- Трећа песма - у случају да је ова песма 'Кредо', онда се претходно не исповеда вера речима.
- Проповед речи Божје (Kázeň Slova Božieho)
  - Проповед почиње суспиријом (suspíria - молитва у стиху према литургијском значају службе), Апостолским поздравом (Милост вам и мир од Бога, нашег Оца и Господа Исуса Христа. Амин.) или којим другим пригодним текстом или молитвом.
  - Треће читање - читање пригодног текста из Светог писма које у јединству са првим и другим читањем чини темељ Проповеди.
  - Проповед
- Општа молитва - молитва која нема прописани садржај, већ је свештеник сам саставља према прилици
- Молитвена тишина - кратак период личног пресабрања и молитве
- Молитва Господња - заједничко изговарање молитве Оче наш
- Апостолски благослов - свештеник на крају проповеди удељује благослов (Мир Божји, који надилази сваки разум, нек чува ваше срце и ваше мисли у Исусу Христу. Амин. или Милост Господа Исуса Христа и љубав Бога и заједница Духа светога нек је са свима вама. Амин.)
- Четврта песма - најчешће само прва строфа четврте песме
- Антифон - кратак антифон са одговором, према богослужбеној прилици
- Завршна колекта - друга зборна молитва прописана Агендом цркве
- Ароновски благослов - свештеник удељује благослов уздигнутим раширеним рукама (Господ Бог нек вас благослови и чува! Господ Бог нек вас обасја лицем својим и буде вам милостив! Господ Бог нек скрене свој лик на вас и да вам свој овоземни и вечни мир!)
- Остале строфе четврте песме
- Отпуст - свештеник отпушта вернике речима: Пружимо једни другима руке, разиђимо се у миру и радосног срца служимо Господу.
- Излазна музика (Postludium) - свештеник напушта цркву, након чега се верници разилазе.

У случају да се служи Света тајна причести (Velebná sviatosť Večery Pánovej), служба је до Проповеди идентична са стандардним обликом, а након Проповеди и Опште молитве следе:
- Исповедна питања - свештеник низом питања позива вернике да пред Богом признају да су грешили, да искажу кајање и закуну се да ће се одрећи својих злих дела.
- Исповедна молитва - тиха молитва верника и молитва свештеника за Божанску милост
- Општи отпуст греха - свештеник удељује отпуст греха у име тројединога Бога
- Предсловље са Евхаристијском молитвом (Prefácia a Eucharistická modlitba)
- Трисвета песма
- Молитва Господња - свештеник пева Оче наш
- Речи установљења (Slová ustanovenia или Verba) - посвећивање хостија и вина понављањем Христових речи на Последњој вечери
- Јагањац Божји (Agnus Dei)
- Питање о крви и телу Исуса Христа - Верујете ли да ћете у виду посвећеног хлеба и посвећеног вина примити истинско тело и истинску крв нашег Господа Исуса Христа?
- Причест (Prisluhovanie Večery Pánovej) - верници поклекну испред/око олтара или испред олтарске ограде. Потом свештеник полагањем руку на њих удељује појединачни отпуст греха, причешћује вернике најпре Телом, а потом и Крвљу Господњом. Током причести свирају се или певају пригодне причесне песме. Свештеник се причешћује као последњи од свих, сам - ако није присутан други свештеник. Није дозвољено свештенику да се причешћује ако је једини причесник.
- Благодарећа молитва (Benedicamus)
- Слава
- Апостолски благослов
- Завршна литургија од Четврте песме је идентична стандардном облику Службе.

## Организација
Црква је организована у четири сениората, од којих су три географска: банатски, бачки и сремски, а један, немачки, је устројен по националној основи. На челу сваког сениората се налази парох–сениор, док се на челу цркве налази бискуп. Од 2020. године је то др Јарослав Јаворњик (Jaroslav Javorník), који је претходно био свештеник у Хајдучици а од 2013. у Кулпину, у којем је наставио да врши свештеничку дужност и након устоличења за бискупа. Бискупија има 26 парохија, односно црквених општина (cirkevný zbor) и 10 филијала (fília) - општина које из било ког разлога немају свог свештеника, па свештеник друге парохије опслужује ту општину - и 4 дијаспорне области (diaspora), насеља која припадају парохији, али су значајно удаљена од седишта и немају своју цркву, па свештеници повремено обилазе и та места и служе у њима. У садашње време у служби има 18 свештених лица, од којих је шест жена, као и пароси–сениори (укупно четири). Највише управно и законодавно тело је Синод (Synoda), који заседа једном годишње.
Парохије и филијале су заступљене у следећим местима (према географским сениоратима):
- Банатски сениорат: Арадац, Бело Блато, Војловица (Панчево), Вршац (дијаспора ЦО Хајдучица), Зрењанин (дијаспора ЦО Арадац), Јаношик, Ковачица, Остојићево, Падина и Хајдучица.
- Бачки сениорат: Бајша, Бачка Паланка, Бачки Петровац, Бегеч (филијала ЦО Нови Сад), Гложан, Кисач, Кулпин, Лалић, Нови Сад, Оџаци (дијаспора ЦО Лалић), Пивнице, Савино Село, Селенча, Силбаш, Тител (дијаспора ЦО Нови Сад) и Челарево.
- Сремски сениорат: Ашања, Београд (Земун) - цркву користи и Немачки сениорат, Бингула, Бољевци, Вишњићево, Добановци, Ердевик, Луг, Љуба, Сланкаменачки Виногради, Сремска Митровица (дијаспора ЦО Ердевик), Стара Пазова и Шид, као и Бијељина у Републици Српској.[26]

До осамостаљења Републике Хрватске и формирања Евангеличке цркве у Хрватској, Словачкој ЕАВ цркви су припадале и парохије у Илоку и Сољанима где су верници претежно Словаци.
Теолошко образовање свештенства се углавном врши на Евангеличком богословском факултету Универзитета Коменског у Братислави, у Словачкој, заједно са студентима из Словачке, односно са свештенством Евангеличке цркве аугзбуршке вероисповести у Словачкој. После Другог светског рата словачким свештеничким кандидатима било је ускраћено богословско школовање изван тадашње Југославије, па су двојица њих завршила Православни богословски факултет у Београду; један од њих је др Андреј Беређи, који је касније постао бискуп Словачке евангеличке цркве а. в. у Србији.

## Односи са другим црквама и верским организацијама
Словачка евангеличка црква а. в. у Србији одржава срдачне међуконфесионалне односе са Српском православном црквом и осталим црквама и верским заједницама у Србији. На међународном плану сарађује са Евангеличком црквом аугзбуршке вероисповести у Словачкој, Евангеличком црквом аугзбуршке вероисповести у Словенији, Евангеличком црквом у Немачкој и са Евангеличко-лутеранском црквом Америке у Сједињеним Америчким Државама.
Црква је чланица Светског савета цркава (од 1963. године), Конференције европских цркава, Светског лутеранског савеза (од 1952. године), Савеза протестантских цркава Европе (Лојенбуршког савеза цркава) и Савеза Мартина Лутера.

## Издаваштво и медији
Црква издаје часопис Евангелички гласник (слч. Evanjelický hlásnik), који излази једном месечно у око 2650 примерака, информатор Годишњак (слч. Ročenka) у око 1500 примерака, као и сопствени календар у око 17 хиљада примерака. На Радио-телевизији Војводине има радио емисију „Погледи ка висинама“ (слч. Pohľady k výšinám), која се емитује једном недељно.